# The Freak Accident
The Freak Accident is een Amerikaanse punkband, opgericht door voormalig Victims Family-gitarist Ralph Spight. Toen Victims Family in 2002 weer op zoek moest naar een nieuwe drummer, wilde hij liever iets compleet nieuws proberen. Er waren nog wat songs die Victims Family niet had uitgebracht omdat Spight dacht dat ze niet in het repertoire zouden passen. In een oefenstudio werd met vele muzikanten wat tracks opgenomen, waarop een hoop instrumenten werden gebruikt die op zijn minst ongebruikelijk zijn te noemen in pop en punkmuziek. 

## Leden
Onderstaande mensen spelen wanneer de band aan het toeren is
- Wes Anderson - drums
- Jab - trompet en keyboard
- Scrote - gitaar
- Abel Mouton - basgitaar